# Malá Morava
Malá Morava (německy Klein Mohrau) je obec na Moravě a v Čechách, v okrese Šumperk v Olomouckém kraji. Žije zde 509 obyvatel.

## Geografická charakteristika
Území obce Malá Morava se rozkládá na západních hranicích Olomouckého kraje s Pardubickým krajem (okresem Ústí nad Orlicí). Zaujímá území po obou stranách řeky Moravy – na levé straně stoupá do masivu Králického Sněžníku, na pravé straně Hanušovické vrchoviny. Na východě území obce (Vojtíškov, Vysoká) sousedí také s celkem Hanušovické vrchoviny. V masivu Králického Sněžníku jsou nejvyššími místy kopec Podbělka (1308 m), Tetřeví hora (1250 m), Souš (1225 m) a více na jihu pak Sviní hora (1074 m). V Hanušovické vrchovině jsou nejvyššími místy Jeřáb (1003 m) a více na jih Bouda (956 m).
Příroda je na území obce velmi zachovalá. Potenciál má proto turistika, včetně cykloturistiky a agroturistiky. Zemědělská výroba přešla na ekologické zemědělství. Samospráva obce usiluje o zachování rázu území – růst masového turismu spojeného se sousední obcí Dolní Moravou považuje za hrozbu.
Územím obce prochází silnice č. 312 v délce cca 8 km a železniční trať Dolní Lipka–Hanušovice s dvěma tunely.

## Historie
První písemná zmínka o obci pochází z roku 1350. Dnešní obec vznikla postupným připojováním okolních vesnic Křivá Voda (první písemná zmínka v roce 1600), Podlesí (1598), Sklené (1437), Vlaské (1792), Vojtíškov (1325), Vysoká (1563), Vysoký Potok (1615) a Zlatý Potok (1550), vylidněných a nedostatečně dosídlených po odsunu obyvatel německé národnosti po druhé světové válce. Název obce je odvozen od říčky Malá Morava, která jí protéká a za obcí ústí do hlavního toku řeky Moravy.
V roce 1350 je Malá Morava jmenována latinsky Moraw jako majetek nově zřízeného biskupství v Litomyšli. V té době už měla kostel a faru. Vesnice i farnost zanikla pravděpodobně v důsledku tažení husitů. Vesnice se poté stala majetkem kolštejnského panství.
K obnově místní správy došlo po roce 1563. Václav ze Zvole, pán z Kolštejna, nechal postavit nový dřevěný kostel. Duchovní správu zde vykonávali protestantští pastoři – poslední z nich odešel roku 1621. Malá Morava byla přifařena do Kolštejna, od roku 1642 k Hanušovicím a od roku 1680 ke Krumperkům. Roku 1689 se Malá Morava a Vojtíškov složily na novostavbu farního kostela Nanebevzetí Panny Marie.
Po třicetileté válce hospodařilo v Malé Moravě 64 usedlostí se 404 obyvateli. V roce 1677 bylo usedlostí 66. Evidováno bylo 1082 měřic polí: největší plochu polí měl tehdejší rychtář Adam Olbricht – 51 měřic, 8 sedláků pak mělo po 34 měřicích, 27 sedláků mělo po 20 měřicích a 8 sedláků po 11 měřicích; 22 domků bylo bez polí.
V roce 1785 žilo v Malé Moravě 848 obyvatel, v roce 1791 to bylo 835 obyvatel na 103 domů, v roce 1839 pak 913 obyvatel na 128 domů. V roce 1854 měla vesnice 995 obyvatel.
Podle sčítání v roce 1921 žilo v Malé Moravě – včetně osady Krondörfl – 726 obyvatel, z toho 714 hovořilo německy, 8 česky a 4 jiným jazykem; domů bylo 160. V roce 1930 žilo ve 157 domech 721 obyvatel, z toho 691 hovořilo německy, 23 česky a 7 jiným jazykem.
V roce 1876 byla zřízena vazební věznice pro pašeráky, která se později stala celní stanicí, a ještě později byla přeměněna na školu. Německá škola bývala dvoutřídní, pro české děti byla zřízena státní jednotřídní škola (od roku 1928). Škola byla v Malé Moravě zrušena v roce 2001. Kromě školy byla v Malé Moravě ve 30. letech 20. století četnická stanice (od roku 1924), poštovní a telegrafní úřad, pracovaly zde dva mlýny, spořitelna, spotřební spolek, družstevní mlékárna, olejna a koželužna. Od roku 1900 byl v obci lékař.
V parlamentních volbách v roce 1929 zvítězilo v Malé Moravě počtem hlasů 166 uskupení BdL (40 %), následované DCV a DSD; volilo 413 osob. Ve volbách v roce 1935 získala velkou většinu hlasů SdP (73,5 %).
Po druhé světové válce byli němečtí obyvatelé odsunuti. V parlamentních volbách v roce 1946 volilo (spolu s obyvateli Skleného) 142 osob a nejvíce hlasů získala KSČ (98, tj. 69 %).
Od roku 1949 na polích hospodařil Státní statek Hanušovice.
Sklené bylo k Malé Moravě připojeno v roce 1949, od roku 1960 pak obce Vlaské, Vojtíškov, Vysoká, Vysoký Potok a Zlatý Potok.

### Komplexní pozemkové úpravy
V roce 2018 byl v katastrálním území Malé Moravy zahájen proces komplexních pozemkových úprav, vyvolaný žádostí vlastníků nadpoloviční výměry tamější zemědělské půdy. Proces byl naplánován cca do druhé poloviny roku 2025. V roce 2022 došlo k rozšíření obvodu pozemkových úprav o pozemky v navazujících částech přilehlých katastrálních území Vysoký potok a Zlatý potok. Důvodem bylo řešení spůlné katastrální hranice procházející tokem řeky Moravy; hranice byly posunuty 
ze středu koryta na její pravý břeh, takže v současnosti obec nepatrně zasahuje i do Čech.
| Rok            | 1869 | 1880 | 1890 | 1900 | 1910 | 1921 | 1930 | 1950 | 1961 | 1970 | 1980 | 1991 | 2001 | 2011 | 2021 |
| -------------- | ---- | ---- | ---- | ---- | ---- | ---- | ---- | ---- | ---- | ---- | ---- | ---- | ---- | ---- | ---- |
| Počet obyvatel | 4124 | 4200 | 4094 | 3744 | 3585 | 3297 | 3139 | 1277 | 1148 | 894  | 701  | 608  | 588  | 503  | 519  |

| Rok            | 1869 | 1880 | 1890 | 1900 | 1910 | 1921 | 1930 | 1950 | 1961 | 1970 | 1980 | 1991 | 2001 | 2011 | 2021 |
| -------------- | ---- | ---- | ---- | ---- | ---- | ---- | ---- | ---- | ---- | ---- | ---- | ---- | ---- | ---- | ---- |
| Počet obyvatel | 973  | 960  | 910  | 834  | 832  | 726  | 721  | 368  | 250  | 264  | 228  | 238  | 196  | 166  | 179  |

## Obecní správa
Části obce a katastry:
- Malá Morava
- Křivá Voda
- Podlesí
- Sklené
- Vlaské
- Vojtíškov
- Vysoká
- Vysoký Potok
- Zlatý Potok

## Pamětihodnosti
V katastru obce jsou evidovány tyto kulturní památky:
- Kostel Nanebevzetí Panny Marie – jednolodní raně barokní kostel z roku 1689, upravený v 18. století; k areálu patří dále:
  - ohradní zeď hřbitova
- Socha Panny Marie Immaculaty (poblíž čp. 62, za kravínem) – rokoková skulptura z roku 1771

Jiné památky:
- Kaple ve Vysoké, připomínající narození Franze Schuberta st., otce skladatele Franze Schuberta.